# Charles Kingsley

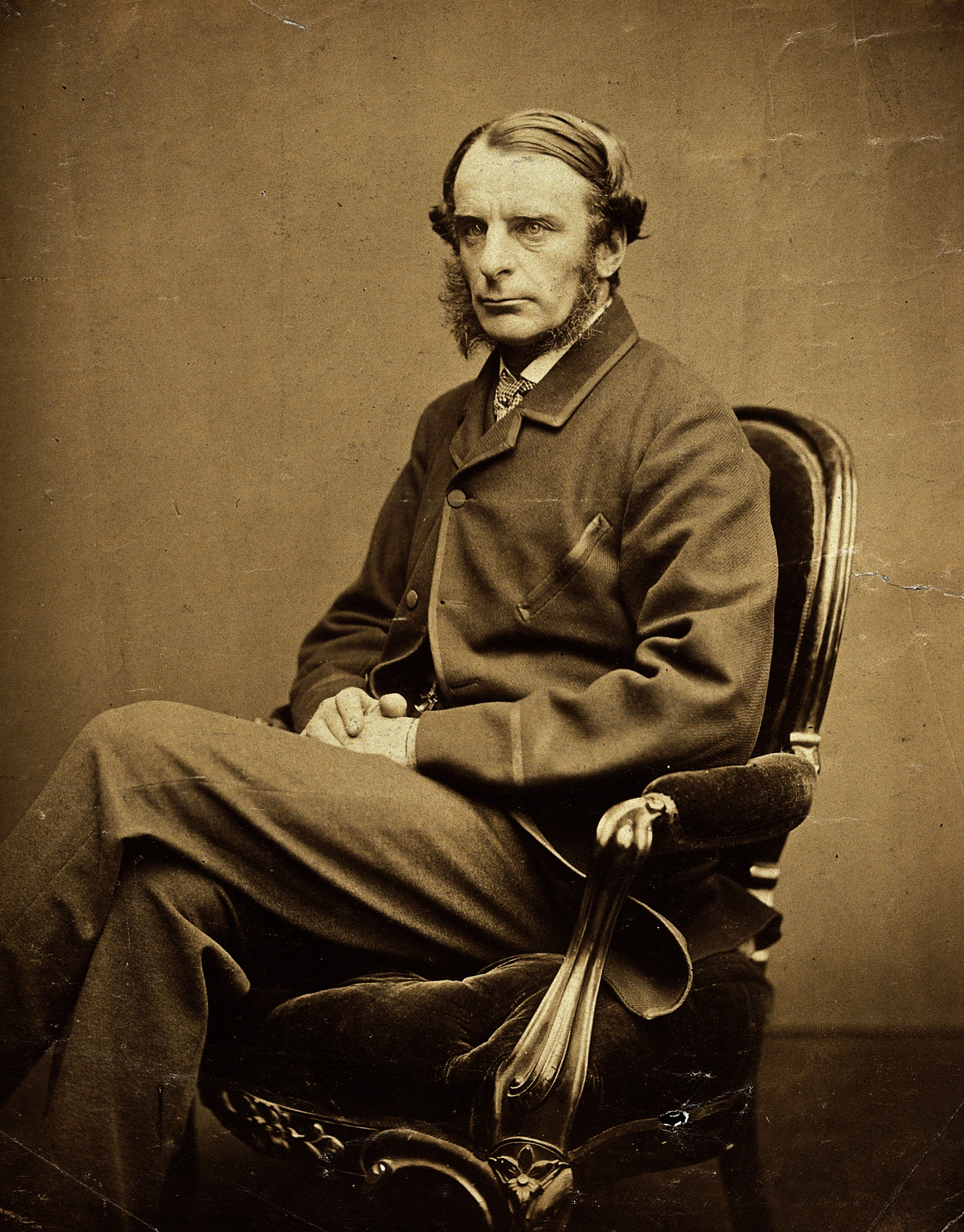
Charles Kingsley

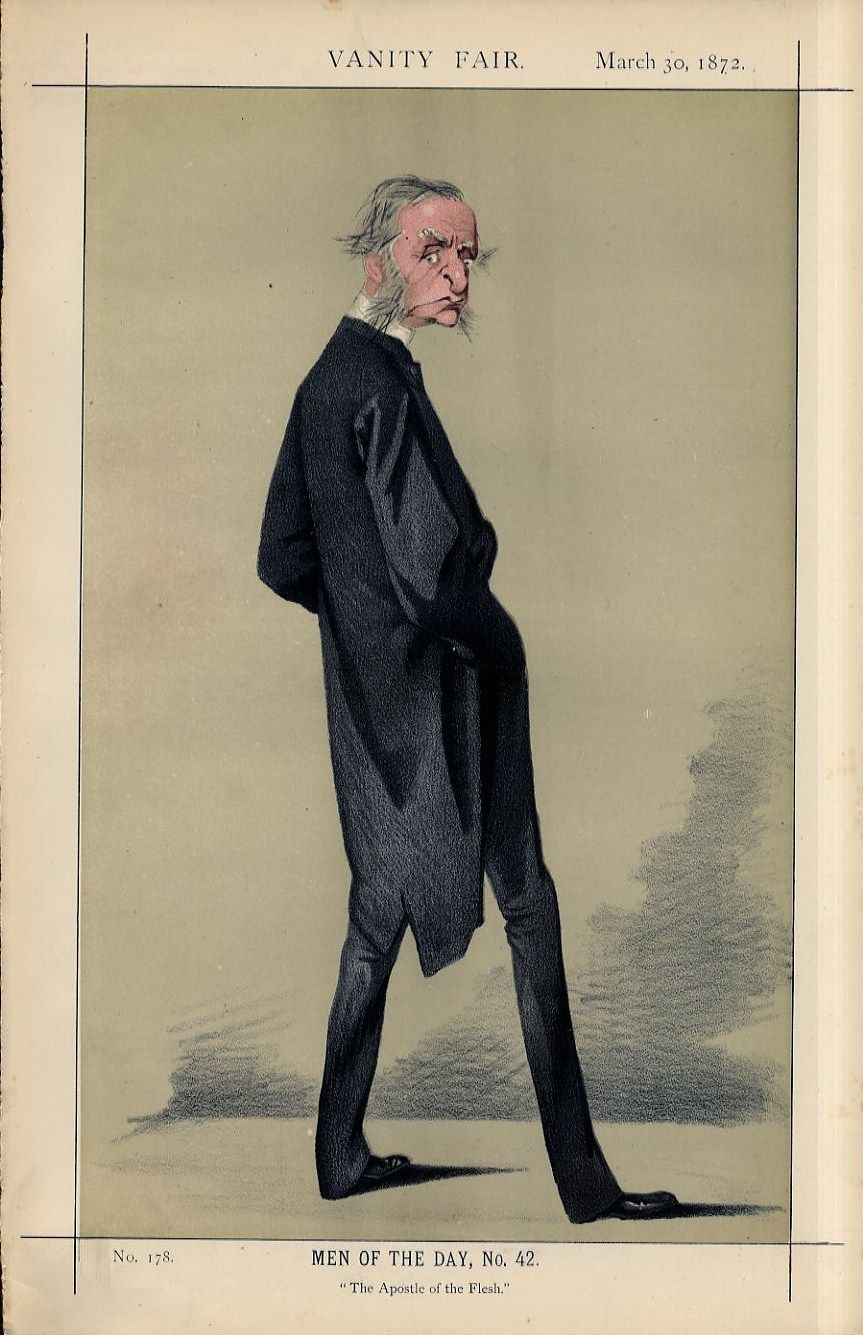
Karikatur von Adriano Cecioni, Vanity Fair (1872)

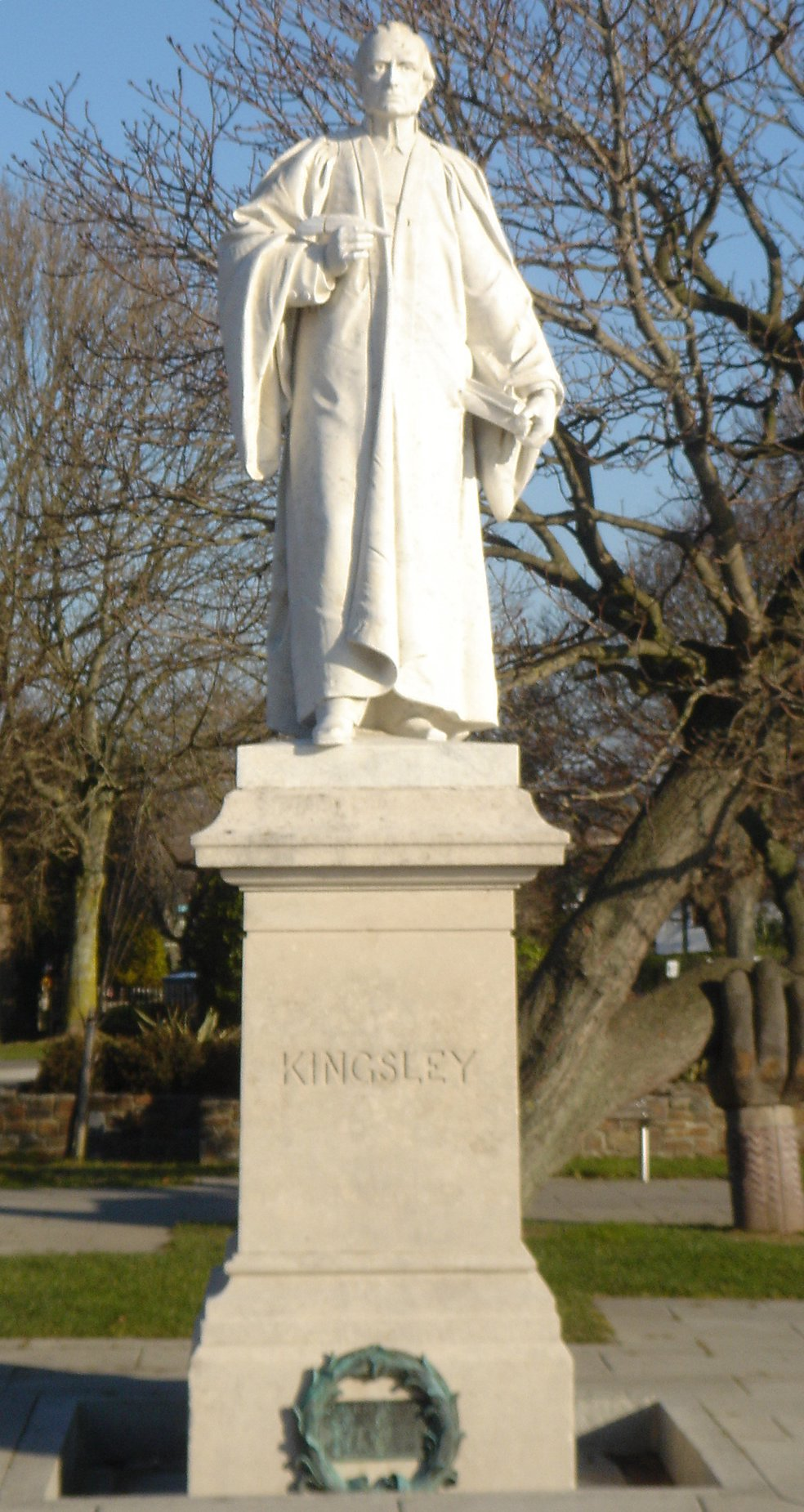
Charles Kingsley: Bideford, Devon, England

Charles Kingsley (* 12. Juli 1819 in Holne, Devon; † 23. Januar 1875 in Eversley, Hampshire) war ein englischer anglikanischer Geistlicher, Theologe und Schriftsteller. Er gehörte zu den prägenden Gestalten des „Christian Socialism“.

## Leben und Wirken
Kingsley war der Sohn des gleichnamigen Geistlichen Charles Kingsley (1782–1860). Anfangs wurde er zu Hause unterrichtet und lernte anschließend unter Derwent Coleridge (1800–1883) an der Grammar School von Helston. Ab 1836 besuchte er das King’s College London und wechselte 1838 an das Magdalene College in Cambridge, wo Kingsley 1842 seinen Abschluss als Baccalaureus Artium (B.A.) machte.
Von Juli 1842 bis Mai 1844 war Kingsley Kanoniker von Eversley. Von Mai 1844 bis zu seinem Lebensende war er Reverend der Gemeinde. Im Jahr 1844 heiratete er. Von 1848 bis 1849 lehrte er als Professor für Englische Literatur am Queen’s College in London, musste die Stelle aber wegen gesundheitlicher Probleme aufgeben. 
Sein erster Roman Yeast erschien von Juli bis Dezember 1848 im Fraser’s Magazine.
Seit dem 12. Juli 1859 stand Kingsley als Kaplan im Dienste von Königin Victoria und seit dem 16. Februar 1860 auch im Dienste des Prinzgemahls Albert.
Am 25. Juni 1860 wurde Kingsley zum Regius Professor of Modern History der Universität Cambridge berufen. Diese Tätigkeit übte er bis 1869 aus. 1869 wurde Kingsley zum Kanon von Chester und am 4. April 1873 zum Kanon von Westminster Abbey ernannt. 1874 besuchte Kingsley die Vereinigten Staaten, wo er in mehreren Städten Vorlesungen hielt.
Seine Nichte ist Mary Kingsley.
Im Januar 1879 kündigte der Verlag Macmillan and Company an mit der Herausgabe von Kingsleys gesammelten Schriften zu beginnen.
Sein bekanntestes Werk sind Die Wasserkinder (engl. The water-babies: A fairy tale for a land-baby, 1862–1863), ein phantastisches Kinderbuch, das sowohl religiöse als auch soziale Fragen auf humorvolle Weise thematisiert.
Kingsley wurde nach anfänglichen Kontakten mit der Oxfordbewegung (Oxford movement) gegenüber allem, was dem Katholizismus nahe zu sein schien, äußerst kritisch. Seine harten Attacken gegen John Henry Newman veranlassten diesen, seine Apologia pro Vita Sua zu schreiben.

## Ehrungen
Kingsley war Mitglied der Linnean Society of London (1858) und der Geological Society of London (1863).
Nach seinem Werk Westward ho! wurde der Ort Westward Ho! benannt.

## Werke

### Belletristik
- The saint’s tragedy; or, The true story of Elizabeth of Hungary, landgravine of Thuringia, saint of the Romish calendar. John W. Parker, London 1848 (Digitalisat).
- Yeast; or, The thoughts, sayings, and doings of Lancelot Smith, Gentleman. In: Fraser’s magazine for town and country. Band 38, John W. Parker, London 1848:
  - Juli 1848, Kapitel I–II, S. 102–115 (Digitalisat).
  - August 1848, Kapitel III–IV, S. 195–210 (Digitalisat).
  - September 1848, Kapitel V-VI, S. 284–300 (Digitalisat).
  - Oktober 1848, Kapitel VIII–IX, S. 447–460 (Digitalisat) – Titel nur noch Yeast.
  - November 1848, Kapitel X–XI, S. 530–547 (Digitalisat).
  - Dezember 1848, Kapitel XII–XIV, S. 689–711 (Digitalisat).
  - Yeast: A Problem. John W. Parker, London 1851 (Digitalisat) – Nachdruck mit Korrekturen und Ergänzungen aus Fraser’s Magazine.
    - Bernhard Tauchnitz, Leipzig 1851 (Digitalisat)
    - Yeast, ein Problem, oder Was Herr Lancelot Smith dachte, sprach und tat. Brockhaus, Leipzig 1890 – übersetzt von Pauline Spangenberg.
- Alton Locke, tailor and poet. An autobiography. 2 Bände, Chapman and Hall, London 1850 (Band 1, Band 2).
  - Neue [überarbeitete] Auflage, Macmillan and Co., Cambridge 1862 (Digitalisat).
- Phaethon; or, loose thoughts for loose thinkers. Macmillan and Co. Cambridge 1852 (Digitalisat).
- Hypatia; or, New foes with an old face. In: Fraser’s magazine for town and country. Band 45–47, John W. Parker, London 1852–1853:
  - Band 45, Januar 1852, Kapitel I–II. S. 1–16 (Digitalisat).
  - Band 45, Februar 1852, Kapitel III–IV, S. 157–170 (Digitalisat).
  - Band 45, März 1852, Kapitel V–VI, S. 303–320 (Digitalisat).
  - Band 45, April 1852, Kapitel VII–VIII, S. 417–434 (Digitalisat).
  - Band 45, Mai 1852, Kapitel IX–X, S. 541–556 (Digitalisat).
  - Band 45, Juni 1852, Kapitel XI–XII, S. 700–710 (Digitalisat).
  - Band 46, Juli 1852, Kapitel XIII–XIV, S. 31–46 (Digitalisat).
  - Band 46, August 1852, Kapitel XV–XVI, S. 138–151 (Digitalisat).
  - Band 46, September 1852, Kapitel XVII–XVIII, S. 272–284 (Digitalisat).
  - Band 46, Oktober 1852, Kapitel XIX–XX, S. 386–403 (Digitalisat).
  - Band 46, November 1852, Kapitel XXI, S. 503–518 (Digitalisat).
  - Band 46, Dezember 1852, Kapitel XXII, S. 687–695 (Digitalisat).
  - Band 47, Januar 1853, Kapitel XXIII–XXIV, S. 62–74 (Digitalisat).
  - Band 47, Februar 1853, Kapitel XXV–XXVI, S. 196–212 (Digitalisat).
  - Band 47, März 1853, Kapitel XXVII, S. 309–322 (Digitalisat).
  - Band 47, April 1853, Kapitel XXIX–XXX, S. 417–437 (Digitalisat).
  - 2 Bände, J. W. Parker and son, London 1853 (Band 1, Band 2).
- Westward ho! Or, The voyages and adventures of Sir Amyas Leigh, knight, of Burrough, in the county of Devon, in the reign of Her Most Glorious Majesty Queen Elizabeth. 3 Bände, Macmillan  & Co., Cambridge 1855.
  - 2. Auflage, 3 Bände, Macmillan and Co., Cambridge 1855 (Band 1, Band 2, Band 3).
  - 2 Bände, Friedrich Andreas Perthes, Gotha 1886 – übersetzt von Elisabeth Schück.
- Glaucus; or, The wonders of the shore. Macmillan and Co., Cambridge 1855.
  - Ticknor & Fields, Boston 1855 (Digitalisat).
- The heroes; or, Greek fairy tales for my children. Macmillan and Co., Cambridge 1855 [1856] (Digitalisat).
  - Ticknor & Fields, Boston 1856 (Digitalisat).
- Two years ago. 3 Bände, Macmillan and Co., Cambridge 1857 (Band 1, Band 2, Band 3).
- The water-babies: A fairy tale for a land-baby. In: Macmillan's Magazine. Band 6–7, Macmillan and Co., Cambridge 1862–1863:
  - Band 6, August 1862, Kapitel I, S. 273–283 (Digitalisat).
  - Band 6, September 1862, Kapitel II, S. 353–363 (Digitalisat).
  - Band 6, Oktober 1862, Kapitel III, S. 433–444 (Digitalisat).
  - Band 7, November 1862, Kapitel IV, S. 1–13 (Digitalisat).
  - Band 7, Dezember 1862, Kapitel V, S. 95–105 (Digitalisat).
  - Band 7, Januar 1863, Kapitel VI, S. 209–218 (Digitalisat).
  - Band 7, Februar 1863, Kapitel VII, S. 316–327 (Digitalisat).
  - Band 7, März 1863, Kapitel VIII, S. 383–392 (Digitalisat).
  - Macmillan and Co., London / Cambridge 1863 (Digitalisat) – mit Zeichnungen von Joseph Noel Paton.
    - T. O. H. P. Burnham, Boston 1864 (Digitalisat).
- Hereward the Wake, “Last of the English”. 2 Bände, Macmillan and Co., London / Cambridge 1866 (Band 1, Band 2).
- The hermits. Macmillan and Co., London 1868 (Digitalisat).
- Madam How and Lady Why or First lessons in earth lore for children.. Bell & Daldy, London 1870 (Digitalisat).
- At last: a Christmas in the West Indies. 2 Bände, Macmillan and Co., London / New York 1871 (Band 1, Band 2).

### Gedichte
- Poems. Ticknor & Fields, Boston 1856 (Digitalisat).
- Andromeda, and other poems. John W. Parker and son, London 1858 (Digitalisat).
- Poems; including The Saint's tragedy, Andromeda, songs, ballads, &c. Collected Edition. Macmillan and Co., London 1872 (Digitalisat).

### Vorlesungen
- On English composition. In: Introductory lectures delivered at Queen’s College, London.  John W. Parker, London 1849, S. 28–42 (Digitalisat).
- On English literature. In: Introductory lectures delivered at Queen’s College, London.  John W. Parker, London 1849, S. 43–66 (Digitalisat).
- The application of associative principles and methods to agriculture. A lecture, delivered on behalf of the Society for Promoting Working Men’s Associations, on Wednesday, May 28, 1851. Bezer, London 1851.
- The limits of exact science as applied to history. An inaugural lecture delivered before the University of Cambridge. Macmillan and Co., Cambridge / London 1860 (Digitalisat, Digitalisat) – Antrittsvorlesung.
- The Roman and the Teuton. A series of lectures delivered before the University of Cambridge. Macmillan and Co., London / Cambridge 1864 (Digitalisat, Digitalisat).
  - Römer und Germanen. Vorträge gehalten an der Universität zu Cambridge. Vandenhoeck und Ruprecht, Göttingen 1885 (Digitalisat) – übersetzt von Marla Baumann.
- Three lectures delivered at the Royal institution, on the ancien régime as it existed on the continent before the French revolution. Macmillan and Co., London 1867 (Digitalisat) – Vorlesungen an der Vorlesungen an der Royal Institution.
- The two breaths. Jarrold and Sons, London 1869? (Digitalisat).
  - = Good words for 1869. Strahan & Co., London 1869, S. 498–504 (Digitalisat).
- Lectures delivered in America in 1874. Longmans, Green, and Co., London 1875 (Digitalisat).
  - Jos. H. Coates, Philadelphia 1875 (Digitalisat).

### Predigten
- Twenty-five village sermons. John W. Parker, London 1849.
  - 2. Auflage, John W. Parker and Son, London 1852 (Digitalisat).
- The message of the church to labouring men. A sermon preached at St. John’s Church, Charlotte Street, Fitzroy Square, June the 22nd, 1851. John W. Parker and Son, London 1851.
  - 5. Auflage, John W. Parker and Son, London 1851 (Digitalisat).
- Sermons on national subjects, preached in a village church. John J. Griffin and Co., London 1852 (Digitalisat).
- Sermons on national subjects. Second series. Richard Griffin and Company, London / Glasgow 1854 (Digitalisat).
- Alexandria and her schools. Four lectures delivered at the Philosophical institution, Edinburgh. Macmillan and Co., Cambridge 1854 (Digitalisat).
- Who causes Pestilence? Four sermons. Richard Griffin and company, London / Glasgow 1854 (Digitalisat).
- Sermons for the times. John W. Parker and Son, London 1855 (Digitalisat).
- The good news of God. Sermons. John W. Parker and Son, London 1859 (Digitalisat).
- Why should we pray for fair weather? A sermon. John W. Parker and Son, London 1860 (Digitalisat).
- Town and country sermons. Parker, Son and Bourn, London 1861 (Digitalisat).
- A sermon on the death of His Royal Highness, the Prince Consort, preached at Eversley Church, December 22nd, 1861. Parker, Son & Bourn, London 1862.
- The gospel of the Pentateuch, a set of parish sermons. Parker, Son and Bourn, London 1863 (Digitalisat).
- David: Four sermons preached before the University of Cambridge. Macmillan and Co., Cambridge / London 1865 (Digitalisat).
- The Temple of Wisdom. A Sermon. Macmillan and Co., London 1866 (Digitalisat).
- The water of life, and other sermons. Macmillan and Co., London 1867 (Digitalisat).
- Discipline, and other sermons. Macmillan and Co., London 1868 (Digitalisat).
- God’s feast. A sermon. Macmillan and Co., Cambridge / London 1868 (Digitalisat).
- Frederick Denison Maurice. A sermon preached in aid of the girls’ home, 22, Charlotte Street, Portland Place. Macmillan and Co., London 1873 (Digitalisat).
- Westminster sermons. Macmillan and Co., London 1874 (Digitalisat).

### Weitere
- Cheap clothes and nasty. Macmillan and Co., Cambridge 1850 (Digitalisat) – unter dem Pseudonym Parson Lot.
- Who are the friends of order? A reply to observations in Fraser’s magazine on the “Christian socialists”. Edward Lumley, London 1852 (Digitalisat).
- The massacre of the innocents. Jarrold, London 1859 (Digitalisat).
- Miscellanies. 2 Bände, John W. Parker and son, London 1859 (Band 1, Band 2) – Sammlung von Nachdrucken.
- New miscellanies. Ticknor & Fields, Boston 1860 (Digitalisat).
- Speech of Lord Dundreary in Section D on Friday Last. On the Great Hippocampus Question. Macmillan and Co., Cambridge 1862 – als Lord Dundreary.
- Ode performed in the Senate-House, Cambridge, on the tenth of June, M.DCCC.LXII. Composed for the installation of His Grace the Duke of Devonshire, Chancellor of the University. Macmillan and Co., Cambridge / London 1862 (Digitalisat) – Text von Kingsley, Musik von William Sterndale Bennett.
- Hints to stammerers, by a minute philosopher. Longmans, Green & Co., London 1864.
  - = The irrationale of speech. In: Fraser’s Magazine. Band 60, 1859, S. 1–14 (Digitalisat).
- “What, then, does Dr. Newman mean?” A reply to a pamphlet lately published by Dr. Newman. Macmillan and Co., London / Cambridge 1864 (Digitalisat).
- Women and politics. Spottswoode & Co., London 1869 (Digitalisat).
  - = Macmillan’s magazine. Band 20, 1869, S. 552–561 (Digitalisat).
- The Address on Education, read before the National Association for the Promotion of Social Science, at Bristol, on the 1st October, 1869. National Education League, London 1869.
- Letter to a public school boy on betting and gambling. Society for Promoting Christian Knowledge, London 1871?.
- Town geology. Strahan & Co., London 1872 (Digitalisat).
- Plays and puritans, and other historical essays. Macmillan and Co., London 1873 (Digitalisat).
- Prose idylls, new and old. Macmillan and Co., London 1873.
  - 2. Auflage, Macmillan and Co., London 1874 (Digitalisat).
- Selections from some of the writings of the Rev. C. Kingsley, M.A. Strahan and Co., London 1873 (Digitalisat).
  - 4. Auflage, Daldy, Isbister, London 1878 (Digitalisat).
- Health and education. W. Isbister, London 1874 (Digitalisat).

### Postum
- Letters to young men on betting and gambling. Henry S. King & Co., London 1877 (Digitalisat).
- All saints’ day, and other sermons. C. Kegan Paul & Co., London 1878 (Digitalisat)  – herausgegeben von Rev. William Harrison.
  - 3. Auflage, C. Kegan Paul & Co., London 1878 (Digitalisat).
- True words for brave men. A book for soldiers’ and sailors’ libraries. C. Kegan Paul & Co., London 1878 (Digitalisat).
- Out of the deep : words for the sorrowful. Macmillan and Co., New York 1880 (Digitalisat) – herausgegeben von Fanny E. Kingsley.
- Daily thoughts. Selected from the writings of Charles Kingsley, by his wife. Macmillan and Co., London 1884.
  - Weitere Ausgabe: Macmillan and Co., London / New York 1888 (Digitalisat).

### Gesammelte Schriften
- The works of Charles Kingsley. 28 Bände, Macmillan and Co., London 1879–1881.
  - Band 1: Poems. 1879.
  - Band 2: Yeast. 1879 (Digitalisat).
  - Band 3: Alton Locke, Tailor and Poet. An Autobiography. 1879.
  - Band 4: Hypatia, or New Foes with an Old Face. 1879.
  - Band 5: Glaucus. 1879 (Digitalisat).
  - Band 6: Westward Ho! 1879 (Digitalisat).
  - Band 7: The Heroes. 1879 (Digitalisat).
  - Band 8: Two Years Ago. 1879.
  - Band 9: The Water Babies. 1879.
  - Band 10: The Roman and the Teuton. A Series of Lectures Delivered before the University of Cambridge. 1879 (Digitalisat).
  - Band 11: Hereward the Wake. 1879.
  - Band 12: The Hermits. 1879 [1880] (Digitalisat).
  - Band 13: Madam How and Lady Why. 1880 (Digitalisat).
  - Band 14: At Last. 1880 (Digitalisat).
  - Band 15: Prose Idylls. 1880 (Digitalisat)
  - Band 16: Plays and Puritans. 1880 (Digitalisat).
  - Band 17: Historical Lectures and Essays. 1880 (Digitalisat).
  - Band 18: Sanitary and Social Lectures and Essays. 1880 (Digitalisat).
  - Band 19: Scientific Lectures and Essays. 1880 (Digitalisat).
  - Band 20: Literary and General Lectures and Essays. 1880 (Digitalisat).
  - Band 21: Village Sermons, and Town and Country Sermons. 1880.
  - Band 22: Sermons on National Subjects. 1880 (Digitalisat).
  - Band 23: Sermons for the Times. 1880 (Digitalisat).
  - Band 24: The Good News of God. 1881 (Digitalisat).
  - Band 25: The Gospel of the Pentateuch and David. 1881 (Digitalisat).
  - Band 26: The Water of Life. 1881 [1879] (Digitalisat).
  - Band 27: Discipline. 1881 (Digitalisat).
  - Band 28: Westminster Sermons. 1881 (Digitalisat).